# فلم رومانسي

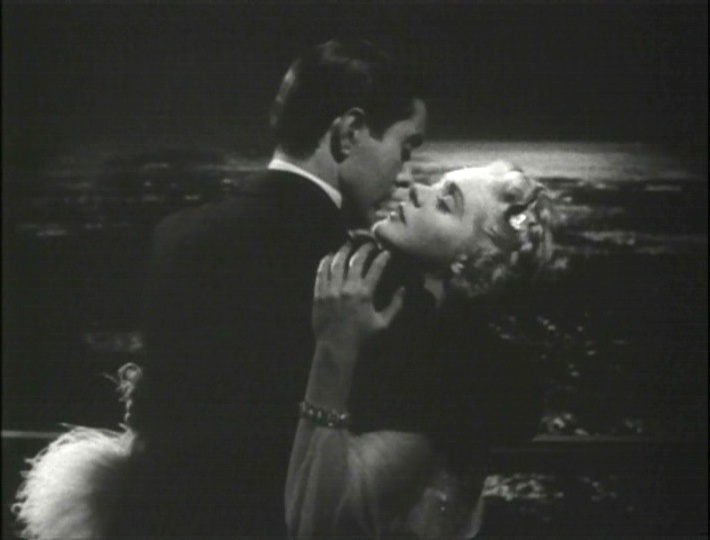
تايرون باور يحتضن ويقبل أليس فاييه في فيلم فرقة ألكسندر لموسيقى الجاز سنة 1938.

الأفلام الرومانسية هي قصص حب رومانسية تُسجل في وسائل الإعلام المرئية لبثها في المسارح والتلفزيون، والتي تركز على الحب والعاطفة والمشاركة الرومانسية العاطفية للشخصيات الرئيسية والرحلة التي يأخذها حبهم من خلال المواعدة أو الخطوبة أو الزواج. تجعل الأفلام الرومانسية قصة الحب الرومانسية أو البحث عن الحب القوي والنقي والرومانسية محور الحبكة الرئيسي. من حين لآخر، يواجه العشاق الرومانسيون عقبات مالية أو مرض جسدي أو أشكال مختلفة من التمييز أو القيود النفسية أو الأسرة التي تهدد بقطع اتحاد حبهم. كما هو الحال في جميع العلاقات الرومانسية القوية والعميقة والوثيقة، تدخل توترات الحياة اليومية والإغراءات (الخيانة الزوجية) والاختلافات في التوافق في حبكات الأفلام الرومانسية.
غالبًا ما تستكشف الأفلام الرومانسية الموضوعات الأساسية للحب من النظرة الأولى، الحب بين الشباب والكهولة والحب الرومانسي غير المتبادل والحب الهوسي والحب العاطفي والحب الروحي والحب/ الرومانسية المحرمة والحب الأفلاطوني والحب الجنسي والعاطفي وحب التضحية والحب المتفجر والمدمر والحب المأساوي. تمثل الأفلام الرومانسية هروبًا وتخيلات رائعة للمشاهدين، خاصةً إذا تغلب الشخصان أخيرًا على الصعوبات التي يواجهونها، وأعلنوا عن حبهما، وعاشوا حياتهم بسعادة دائمة، ما يعني ضمناً لم الشمل والقبلة الأخيرة. في المسلسلات التلفزيونية الرومانسية، قد تتطور مثل هذه العلاقات الرومانسية على مدى العديد من الحلقات و/أو قد تتشابك الشخصيات المختلفة في أدوار رومانسية مختلفة.
يعرّف كاتب السيناريو والباحث إيريك ر. ويليامز الأفلام الرومانسية كواحد من أحد عشر نوعًا كبيرًا في تصنيف كتاب السيناريو الخاص به، مدعيًا أنه يمكن تصنيف جميع الأفلام الروائية الطويلة حسب هذه الأنواع الكبيرة. الأنواع العشرة الأخرى هي الحركة والجريمة والفانتازيا والرعب والخيال علمي وجزء الحياة والرياضة والإثارة والحرب والويسترن.

## الأنواع الفرعية

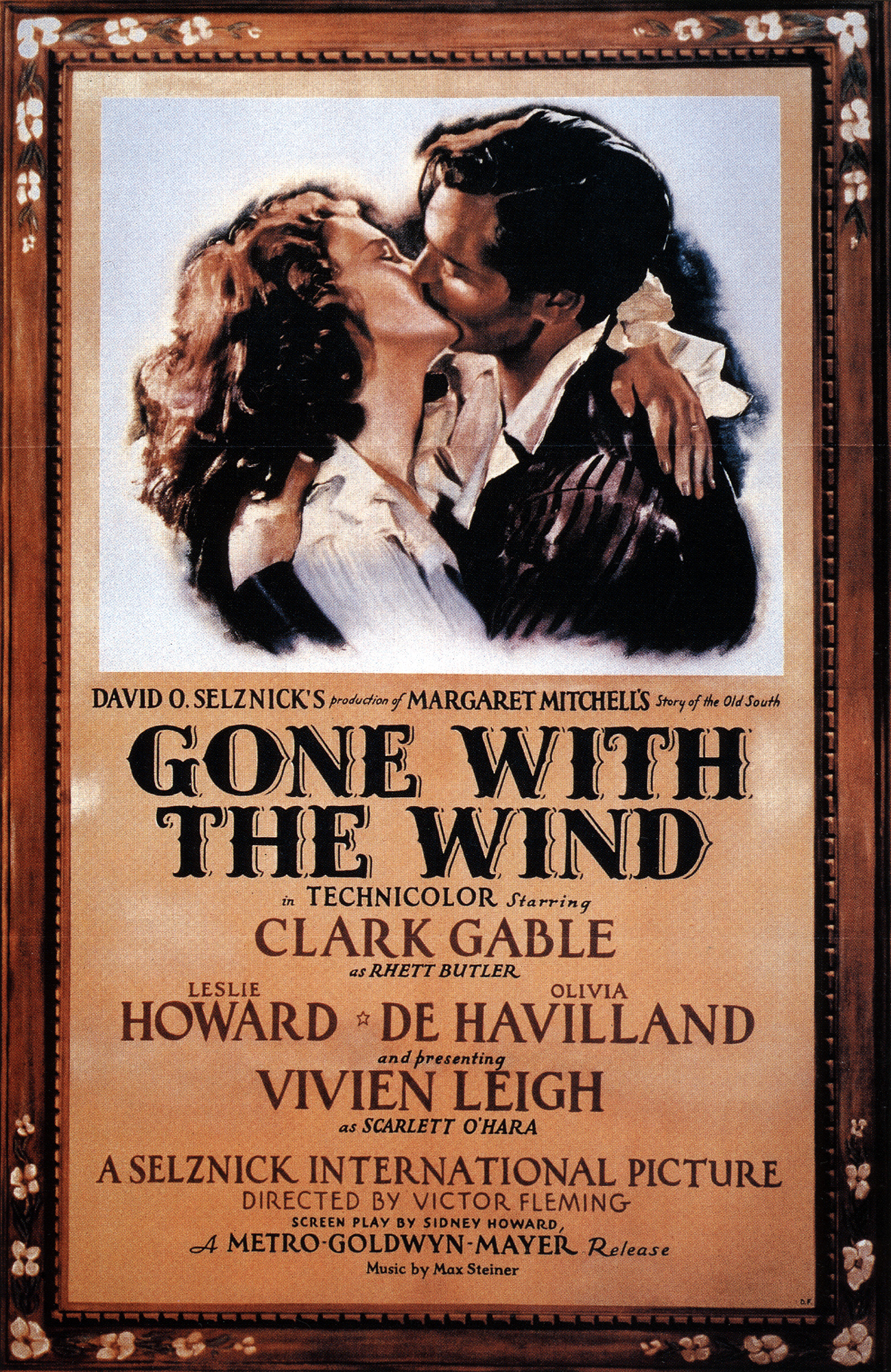
بوستر فيلم ذهب مع الريح

### الرومانسي التاريخي
يُعرف هذه النوع أيضًا باسم الرومانسية الملحمية، وهي قصة رومانسية ذات إطار تاريخي، عادةً مع خلفية مضطربة للحرب أو الثورة أو المأساة. ويشمل ذلك أفلامًا مثل تيتانيك و ذهب مع الريح (جون ويذ ذا ويند) وريدس ودكتور جيفاكو.

### الدراما الرومانسية
تدور الدراما الرومانسية عادة حول عائق يمنع الحب العميق والحقيقي بين شخصين. غالبًا ما تستخدم الموسيقى للإشارة إلى الحالة المزاجية العاطفية، ما يخلق جوًا من العزلة أكبر للزوجين. عادةً لا تشير خاتمة الدراما الرومانسية إلى ما إذا كان هناك اتحاد رومانسي نهائي بين الشخصيتين الرئيسيتين سيحدث. بعض الأمثلة على أفلام الدراما الرومانسية هي مونا راغام وتيتانيك وجسور مقاطعة ماديسونوالمريض الإنجليزي وسومرسباي وكازبلانكا والعودة للوطن وحمى الغابة وبلا راحة وذكريات غيشا وآخر تانغو في باريس ومياه للأفيال و5 سنتمتر في الثانية وقصة حب وطريق الرجل مع النساء وكابهي ألفيدا نا كيهنا فير-زارا وديلوالي دولهانيا لو جاينغي. تشمل الأعمال الدرامية الرومانسية من نفس الجنس، والتي تتناول قضايا مجتمع الميم، جبل بروكباك ونادني باسمك.

### شيك فليك
شيك فليك هو مصطلح يرتبط غالبًا بالأفلام الرومانسية حيث يستهدف العديد منها جمهورًا نسائيًا. على الرغم من أن العديد من الأفلام الرومانسية قد تستهدف النساء، إلا أن هذه ليست سمة مميزة للفيلم الرومانسي، ولا تحتوي شيك فليك بالضرورة على الرومانسية كموضوع مركزي، أو تدور حول المشاركة الرومانسية للشخصيات أو حتى تحتوي على علاقة رومانسية. على هذا النحو، لا يمكن استخدام المصطلحات بصورة تبادلية. تشمل الأفلام من هذا النوع ديرتي دانسنيغ وذا نوت بوك ودير جون و آ ووك تو ريممبر وروميو وجولييت.

## أمثلة لأفلام رومانسية

### أفلام أمريكية
- 10 أشياء أكرهها بشأنك
- أفضل مايمكن حصوله
- أميلى
- إشراقة أبدية للعقل الطاهر
- 10الأعزب
- تكفير
- لديك بريد
- 10كازبلانكا
- عطلة رومانية
- قصة حب
- تايتانك

### أفلام مصرية
- الوسادة الخالية
- لحن الوفاء
- حبيب العمر
- بين الأطلال
- نهر الحب